# Caloptilia linearis
Caloptilia linearis är en fjärilsart som först beskrevs av Butler 1877.  Caloptilia linearis ingår i släktet Caloptilia och familjen styltmalar. Inga underarter finns listade i Catalogue of Life.